# Josef Kontny
Josef Kontny (* 25. April 1963 in Kaufbeuren) ist ein ehemaliger deutscher Eishockeytorhüter, der über viele Jahre für den ESV Kaufbeuren in der ersten und für den EC Kassel in der zweiten Bundesliga spielte.

## Karriere
Kontny begann seine Karriere 1981 in seiner Heimatstadt beim ESV Kaufbeuren, für den er bis zum Jahre 1986 in der Eishockey-Bundesliga spielte. Zur Saison 1986/87 wechselte er zum EV Landshut, wo er jedoch hinter Stammtorhüter Bernhard Englbrecht nur selten zum Einsatz kam.
Im Jahre 1989 wechselte er dann zum EC Kassel in die Oberliga und stieg mit Kassel noch in der gleichen Spielzeit in die 2. Bundesliga auf. Fünf Jahre später stieg der EC Kassel, der sich im Rahmen der DEL-Gründung in „Kassel Huskies“ umbenannten, in die höchste deutsche Spielklasse, der DEL auf. Damals wurde er aufgrund seiner hervorragenden Leistungen in Kassel „Sepp der Hexer“ genannt und wurde sowohl 1990 als auch 1991 zum Besten Spieler des Teams gewählt. Seit 1996 spielte er aufgrund vieler Verletzungen nicht mehr, beendete offiziell aber erst 1999 seine Karriere.